# تمبيكا نجكوكايتوبي
تمبيكا أُنجكوكايتوبي (و. 1979  م) هو محامٍ جنوب أفريقي ولد في كيب الغربية، شارك في الفريق القانوني لجنوب افريقيا في دعوى جنوب إفريقيا ضد إسرائيل.